# All Lights India International Film Festival
All Lights India International Film Festival è un festival cinematografico internazionale che si svolge annualmente in India, solitamente nel mese di settembre.
La prima edizione si è tenuta nel 2015 ed ha avuto luogo a Kochi. La seconda edizione, prevista per il 2016 si terrà dal 24 al 27 settembre nella città di Hyderabad, nello stato del Telangana. Il festival è organizzato dalla Ramoj Film City ed ospita il più grande mercato cinematografico del Sud Est asiatico, ovvero l'Indywood Film Market.
L'evento è stato fondato e diretto da Sohan Roy, regista ed imprenditore indiano.

## Premi
Il premio più prestigioso, assegnato al miglior film, è il Golden Frame. Al 2016, le altre categorie competitive e non competitive del festival sono le seguenti:
- miglior lungometraggio;
- miglior regista esordiente;
- miglior film Indywood Panorama;
- premio del pubblico per il miglior lungometraggio;
- miglior cortometraggio;
- miglior documentario (cortometraggi e lungometraggi);
- NETPAC Award - premio per il miglior film asiatico;
- Short Film Corner, showcase non competitivo per filmmaker emergenti.

Inoltre, il festival si riserva il diritto di assegnare menzioni d'onore ad altri lavori che si siano distinti nelle categorie previste dalla rassegna.
Il festival non ospita solo le sezioni competitive ma organizza masterclass, retrospettive, tributi, proiezioni di film in lizza per gli Oscar, anteprime mondiali, nonché diverse cerimonie di chiusura.
Infine, il festival apre annualmente un campus per studenti di cinema e giovani professionisti provenienti da tutto il mondo, l'Indywood Talent Hunt.